# Municipio de Rich (Dakota del Norte)
El municipio de Rich (en inglés: Rich Township) es un municipio ubicado en el condado de Cass en el estado estadounidense de Dakota del Norte. En el año 2010 tenía una población de 64 habitantes y una densidad poblacional de 0,68 personas por km².

## Geografía
El municipio de Rich se encuentra ubicado en las coordenadas 47°6′5″N 97°30′16″O / 47.10139, -97.50444. Según la Oficina del Censo de los Estados Unidos, el municipio tiene una superficie total de 93.6 km², de la cual 93,49 km² corresponden a tierra firme y (0,12 %) 0,11 km² es agua.

## Demografía
Según el censo de 2010, había 64 personas residiendo en el municipio de Rich. La densidad de población era de 0,68 hab./km². De los 64 habitantes, el municipio de Rich estaba compuesto por el 100 % blancos. Del total de la población el 0 % eran hispanos o latinos de cualquier raza.